# Mellersta breda lårmuskeln

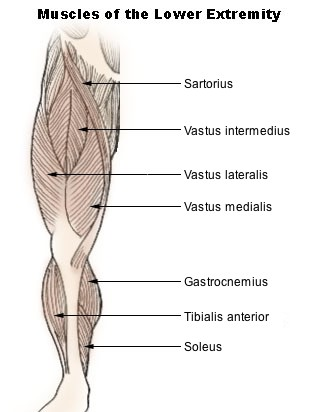
Schematisk bild över benets muskler.

Mellersta breda lårmuskeln (Vastus Intermedius) är en skelettmuskel på lårets framsida och ingår i quadriceps. Muskeln har sitt utsprung i på lårbenets (os femur) främre och sida (anteriort och lateralt) och fäster via knäskålen (patella) på skenbenet (tuberositas tibiae).
Muskelns funktion är att sträcka ut (extension) knäleden (art. genu).
Muskeln ligger under Rectus femoris.